# Małgorzata Olejniczak-Worobiej
Małgorzata Olejniczak-Worobiej – polska śpiewaczka operowa (sopran)
Absolwentka Wydziału Wokalno-Aktorskiego Akademii Muzycznej im. Karola Szymanowskiego w Katowicach (2004, klasa śpiewu prof. Michaliny Growiec). Solistka Teatru Wielkiego im. Stanisława Moniuszki w Poznaniu (od 2004). Śpiewała m.in. w Slovenskim Narodnym Divadle w Bratysławie, Teatrze Wielkim – Operze Narodowej w Warszawie. Laureatka międzynarodowych konkursów wokalnych.

## Wybrane partie operowe
- Eurydyka (Orfeusz i Eurydyka, Gluck)
- Frasquita (Carmen, Bizet)
- Gilda (Rigoletto, Verdi)
- Hanna (Straszny dwór, Moniuszko)
- Królowa Nocy (Czarodziejski flet, Mozart)
- Norina (Don Pasquale, Donizetti)
- Rozyna (Cyrulik sewilski, Rossini)

## Nagrody
- 2002: XXXVII Międzynarodowy Konkurs Wokalny im. Antonína Dvořáka w Karlovych Varach – nagroda specjalna
- 2005: XI Międzynarodowy Konkurs Sztuki Wokalnej im. Ady Sari w Nowym Sączu – II nagroda
- 2007: VI Międzynarodowy Konkurs Wokalny im. Stanisława Moniuszki w Warszawie – III nagroda